# Neolitické pazourkové doly ve Spiennes
Neolitické pazourkové doly ve Spiennes patří mezi největší a nejstarší pazourkové doly v severozápadní Evropě. Nacházejí se v blízkosti valonské vesnice Spiennes, jihovýchodně od Monsu, v Belgii. V dolech se těžil pazourek během středního a pozdního neolitu, asi 4300 až 2200 let př. n. l. Lokalita a její okolí byly v roce 2000 zařazeny na seznam Světového dědictví UNESCO. 
První vykopávky zde v roce 1843 provedl důlní inženýr Alphonse Briart. Další průzkum proběhl při stavbě železnice v roce 1867, s výsledky prezentovanými na Mezinárodním prehistorickém kongresu, který se konal v Bruselu v roce 1872. Vykopávky probíhají až do současnosti. 
Doly Spiennes mají rozlohu asi 100 hektarů. Místo je poseto miliony úlomků opracovaného pazourku, nacházejí se zde četné těžební jámy, které neolitičtí osadníci postupně proměnili ve vertikální důlní šachty hluboké přes 10 metrů. Jámy jsou propojeny sítí umělých chodeb. Přechod mezi povrchovou a podzemní těžbou znamenal technologický průlom, jen málokde zdokumentovaný tak jako ve Spiennnes. Výzkumníci rekonstruovali na základě nálezů ve Spiennes neolitické techniky řezání pazourku a odlamování velkých desek pazourku, které vážily až stovky kilogramů. 
Pazourky byly směňovány a distribuovány do okolí širokého asi 150 kilometrů. Je prokázáno, že často byly dotvarovávány a hlavně leštěny až na místě určení. Takto vyrobené sekery byly používány hlavně pro kácení lesů během neolitu a pro tvarování dřeva pro stavbu obydlí a kánoí.